# Abderramão ibne Catir Alami
Abderramão ibne Catir Alami (em árabe: عبد الرحمن بن كثير اللخمي‎; romaniz.: TAbd al-Rahman ibn Katir al-Lahmi) foi uale do Alandalus em 746.